# 稷山県
稷山県（しょくさん-けん）は中華人民共和国山西省運城市に位置する県。

## 歴史
南北朝時代、北魏により設置された高涼県を前身とする。598年（開皇18年）、隋朝により稷山県と改称された。

## 行政区画
- 鎮:稷峰鎮、西社鎮、化峪鎮、翟店鎮、清河鎮
- 郷:蔡村郷、太陽郷